# Феофан (пустынножитель анзерский)
Феофан (1739—1819) — монах-постник соловецкий, пустынножитель анзерский.

## Биография
О детстве и мирской жизни Феофана сведений практически не сохранилось, да и прочие биографические сведения о нём очень скудны и отрывочны; известно, что он родился в 1739 году и происходил из малороссийских крестьян. Из его собственного рассказа о себе видно, что сначала он был послушником Киево-Печерской лавры, затем подвизался в молдавском Нямецком монастыре и, наконец, после 1778 года пришел в Соловецкий монастырь, где проходил послушание просфорника и служил пустынножителям, изготовляя им хлеб и сухари. 
Спустя некоторое время, он сам ушел в пустыню и жил в землянке около Ягодного озера, но по распоряжению архимандрита был возвращен в монастырь, где на него было возложено послушание монастырского закупщика, эконома и начальника Сумского монастырского подворья. 
Имея постоянное общение с мирянами, Феофан сам чуть было не увлекся мирскою жизнью, но вовремя остановился, раскаялся и снова удалился из монастыря. На этот раз он выехал на лодке в море, испытал великую десятидневную бурю и был прибит волнами к берегу около города Кеми, между реками Кемью и Сорою. Здесь он встречен был недружелюбно и посажен в темницу, но бежал и поселился вёрст за сорок от города в горах и лесах. Пищей ему служили травы и коренья, но потом он был найден окрестными жителями в крайне болезненном состоянии и получил от них пищу, а оправившись от болезни, и сам стал разводить овощи. Прожил он в выкопанной пещере около 25-ти лет и пустынными подвигами своими был известен округу. 
Старость и болезни привели отца Феофана сначала в Анзерский скит, а затем опять в Соловецкий монастырь, где он и скончался 26 июня (8 июля) 1819 года. 
По словам русского историка К. Я. Здравомыслова, Феофан своей «высокой духовной жизнью и постоянным богомыслием он снискал себе дар прозорливости, совета и назидания, чем привлекал к себе до самой своей кончины весьма многих, искавших душевной пользы».